# 우리는 지금 제네바로 간다
우리는 지금 제네바로 간다는 1987년 공개된 대한민국의 영화이다.

## 배역
- 이영하
- 강수연
- 정승호
- 변희봉
- 오희찬
- 문철재
- 장정국

## 수상
- 1987년 제26회 대종상
  - 남우주연상, 남자인기상 - 이영하
  - 여우주연상, 여자인기상 - 강수연
  - 시나리오상 - 이윤택
- 1988년 제8회 한국영화평론가협회상
  - 최우수작품상
  - 감독상 - 송영수